# San Vito dei Normanni
San Vito dei Normanni es un municipio de 20.817 habitantes de la provincia de Brindisi en la región de Apulia (Italia).

## Evolución demográfica
| Gráfica de evolución demográfica de San Vito dei Normanni entre 1861 y 2001 |
|                                                                             |
| Fuente ISTAT - elaboración gráfica de Wikipedia                             |

- Datos: Q51878
- Multimedia: San Vito dei Normanni / Q51878

1. ↑  Worldpostalcodes.org, código postal n.º 72019.
2. ↑  «Codici Catastali». Comuni-italiani.it (en italiano). Consultado el 29 de abril de 2017.